# Ermita fortificada del Salvador (l'Alcora)
L'Ermita fortificada del Salvador, també denominada com l'ermitori de Sant Salvador, és una ermita i santuari fortificat, o temple de reconquesta, que està ubicat en el terme municipal de l'Alcora, a la comarca valenciana de l'Alcalatén.
Està construïda en estil romànic tardorenc, en maçoneria i pedres angulars. La seua façana se situa en el costat de l'epístola, amb portada romànica i un pòrtic adossat amb arcs nivals. Està coberta amb una volta de canó.
Als peus disposa d'una reixa del segle xvii, originària de l'Ermita de Loreto, que va ser enderrocada cap al 1955.
Està declarat genèricament com Bé d'interès cultural, amb codi 12.04.005-009, segons es recull en la Direcció General de Patrimoni Cultural de la Generalitat Valenciana.